# Blas Cáceres
Blas Antonio Cáceres Garay (Itacurubí de la Cordillera, 1º luglio 1989) è un calciatore paraguaiano, centrocampista del Nacional in prestito dal Libertad.

## Caratteristiche tecniche
È un mediano.

## Carriera
È cresciuto nelle giovanili dell'Olimpia.